# Hitoshi Saito
Hitoshi Saito, född 2 januari 1961 i Aomori, död 20 januari 2015 i Osaka, var en japansk judoutövare.
Han tog OS-guld i herrarnas tungvikt i samband med de olympiska judotävlingarna 1984 i Los Angeles.
Han tog OS-guld i samma viktklass i samband med de olympiska judotävlingarna 1988 i Seoul.